# Urraca av Kastilien (drottning av Navarra)
Urraca av Kastilien, född 1132, död 1164, var en drottning av Navarra; gift 1144 med kung Garcia VI av Navarra. Hon var regent i Asturien i sin fars och brors ställe från 1153 till sin död. 
Hon var dotter till Alfonso VII av Kastilien och hans älskarinna Guntroda Pérez. 
Hennes äktenskap med Navarra arrangerades för att stärka relationen mellan Navarra och Kastilien. Hon fick en dotter under sitt första äktenskap. 
Efter makens död återvände hon till Kastilien, och blev av fadern 1153 utnämnd till hans regent i Asturien. Hennes regentskap bekräftades av hennes bror vid faderns död 1157. Hon gifte om sig vid en okänd tidpunkt med Álvaro Rodríguez de Castro. 
Datumet för hennes död varierar från 1164 till 1189.  